# اندیس پشت گرمه
پشت گرمه یک اندیس مصالح ساختمانی است که در حوالی شهر ایلام استان ایلام قرار دارد و مادهٔ معدنی موجود در آن، مرمریت است.